# Sussaba sugiharai
Sussaba sugiharai är en stekelart som först beskrevs av Tohru Uchida 1957.  Sussaba sugiharai ingår i släktet Sussaba och familjen brokparasitsteklar. Utöver nominatformen finns också underarten S. s. kamikochiensis.